# Byron Guamá de la Cruz
Byron Guamá de la Cruz   (Espejo, 14 de juny de 1985) és un ciclista equatorià, professional des del 2008 i actualment al Movistar-Best PC. Dels seus èxits destaquen dos Campionats panamericans en ruta, dos campionats nacionals en ruta i quatre victòries finals a la Volta a l'Equador.

## Palmarès
- 2004
  - 1r a la Volta a l'Equador
- 2005
  - Vencedor d'una etapa a la Volta a l'Equador
- 2006
  - Vencedor de 2 etapes a la Volta a l'Equador
  - Vencedor d'una etapa a la Volta a Guatemala
- 2007
  -  Campió de l'Equador en ruta
  - Vencedor d'una etapa a la Volta a l'Equador
  - Vencedor d'una etapa a la Volta a Guatemala
- 2008
  - 1r a la Volta a l'Equador i vencedor de 4 etapes
  - 1r a la Doble Sucre Potosí i vencedor de 4 etapes
  - Vencedor d'una etapa a la Volta a Chihuahua
- 2009
  - Vencedor de 2 etapes a la Volta a l'Equador
  - Vencedor de 2 etapes a la Volta a Guatemala
- 2010
  - 1r a la Volta a l'Equador i vencedor de 2 etapes
- 2011
  - Vencedor de 2 etapes a la Volta a Colòmbia
  - Vencedor d'una etapa al Clásico RCN
- 2012
  - 1r a la Volta a l'Equador i vencedor de 2 etapes
  - Vencedor d'una etapa a la Volta a Colòmbia
  - Vencedor d'una etapa al Clásico RCN
  - Vencedor d'una etapa a la Vuelta al Mundo Maya
- 2013
  - Vencedor de 2 etapes a la Volta a Colòmbia
  - Vencedor d'una etapa al Clásico RCN
  - Vencedor de 2 etapes a la Volta a l'Equador
- 2014
  - Campió panamericà en ruta
  -  Campió de l'Equador en ruta
  - Vencedor d'una etapa a la Volta a l'Alentejo
  - Vencedor d'una etapa al Clásico RCN
- 2015
  - Campió panamericà en ruta
  - 1r a la Volta a Rio Grande do Sul i vencedor de 2 etapes
  - Vencedor d'una etapa a la Volta a Mèxic
  - Vencedor d'una etapa a la Volta a Veneçuela
- 2016
  - Vencedor d'una etapa a la Volta a Rio Grande do Sul
  - Vencedor d'una etapa a la Volta a Veneçuela
  - Vencedor d'una etapa a la Volta a Guatemala
- 2017
  - Vencedor de 3 etapes a la Volta a Guatemala
- 2018
  - Vencedor d'una etapa a la Volta a Veneçuela
- 2019
  - Vencedor d'una etapa a la Volta a l'Equador
  - Vencedor d'una etapa a la Volta a Costa Rica
- 2023
  - Vencedor d'una etapa a la Volta a Costa Rica
  - Vencedor d'una etapa a la Volta a Colòmbia
- 2024
  - Vencedor d'una etapa a la Volta a Costa Rica
  - Vencedor d'una etapa a la Volta a Guatemala